# 木村直樹 (陸軍軍人)
木村 直樹（きむら なおき、1888年（明治21年）9月15日 - 1957年（昭和32年）12月28日）は、大日本帝国陸軍軍人。最終階級は陸軍少将。功四級

## 経歴
1888年（明治21年）に山口県で生まれた。陸軍士官学校第22期卒業。1937年（昭和12年）に陸軍歩兵大佐に進級し、札幌連隊区司令官に就任。1939年（昭和14年）5月に歩兵第119連隊長（第1軍、第109師団、歩兵第118旅団）に転じ、日中戦争に出動。五台作戦、潞安掃討戦などを連戦し、同年12月に京都連隊区司令官に転じた。
1941年（昭和16年）9月に陸軍少将に進級し、歩兵第19旅団長（第14方面軍、第16師団）に就任。フィリピン攻略戦に参加した。同年10月に第16歩兵団長に転じ、1942年（昭和17年）8月31日に予備役に編入された。9月1日に召集され、父島要塞司令官に着任し、1944年（昭和19年）2月14日に召集解除となった。同年6月21日に召集され、京都連隊区司令官に就任、1945年（昭和20年）3月に兼京都地区司令官となり、終戦を迎えた。
1947年（昭和22年）11月28日、公職追放仮指定を受けた。

## 栄典
位階
- 1944年（昭和19年）3月3日 - 従四位[5]

勲章等
- 1937年（昭和12年）8月16日 - 勲三等瑞宝章[6]